# Tokugawa

Tokugawaklanens emblem (mon)

Tokugawa (徳川) var en samuraiklan som styrde Japan i form av ett shogunat mellan åren 1603 och 1868 under den så kallade Edoperioden. Tokugawa Ieyasu tog makten åt klanen år 1603, tre år efter slaget vid Sekigahara.

## Lista över Tokugawas shoguner
1. Tokugawa Ieyasu, regerade 1603–1605
2. Tokugawa Hidetada, regerade 1605–1623
3. Tokugawa Iemitsu, regerade 1623–1651
4. Tokugawa Ietsuna, regerade 1651–1680
5. Tokugawa Tsunayoshi, regerade 1680–1709
6. Tokugawa Ienobu, regerade 1709–1712
7. Tokugawa Ietsugu, regerade 1713–1716
8. Tokugawa Yoshimune, regerade 1716–1745
9. Tokugawa Ieshige, regerade 1745–1760
10. Tokugawa Ieharu, regerade 1760–1786
11. Tokugawa Ienari, regerade 1787–1837
12. Tokugawa Ieyoshi, regerade 1837–1853
13. Tokugawa Iesada, regerade 1853–1858
14. Tokugawa Iemochi, regerade 1858–1866
15. Tokugawa Yoshinobu, regerade 1866–1867